# Псари (Бендзинський повіт)
Псари (пол. Psary) — село в Польщі, у гміні Псари Бендзинського повіту Сілезького воєводства.
Населення — 2735 осіб (2011).
У 1975-1998 роках село належало до Катовицького воєводства.

## Демографія
Демографічна структура станом на 31 березня 2011 року:
|          | Загалом | Допрацездатний вік | Працездатний вік | Постпрацездатний вік |
| -------- | ------- | ------------------ | ---------------- | -------------------- |
| Чоловіки | 1310    | 213                | 911              | 186                  |
| Жінки    | 1425    | 176                | 823              | 426                  |
| Разом    | 2735    | 389                | 1734             | 612                  |